# Valea lui Darie, Vaslui
Valea lui Darie este un sat în comuna Roșiești din județul Vaslui, Moldova, România.